# Habrotrocha iners
Habrotrocha iners är en hjuldjursart som beskrevs av Colin Milne 1916. Habrotrocha iners ingår i släktet Habrotrocha och familjen Habrotrochidae. Inga underarter finns listade i Catalogue of Life.